# Polytribax rufipes
Polytribax rufipes là một loài tò vò trong họ Ichneumonidae.